# Qarah Sar-e Bālā
Qarah Sar-e Bālā (persiska: Qarah Yasar-e Bālā, Qareh Yasar-e Bālā, قره يسر بالا, قره سر بالا) är en ort i Iran.   Den ligger i provinsen Golestan, i den norra delen av landet, 400 km nordost om huvudstaden Teheran. Qarah Sar-e Bālā ligger 356 meter över havet och antalet invånare är 188.
Terrängen runt Qarah Sar-e Bālā är kuperad åt nordväst, men åt sydost är den bergig. Runt Qarah Sar-e Bālā är det ganska glesbefolkat, med 48 invånare per kvadratkilometer. Närmaste större samhälle är Yāsāqleq-e Pā'īn, 5,1 km väster om Qarah Sar-e Bālā. Trakten runt Qarah Sar-e Bālā består till största delen av jordbruksmark.